# Johannes III. Wolf

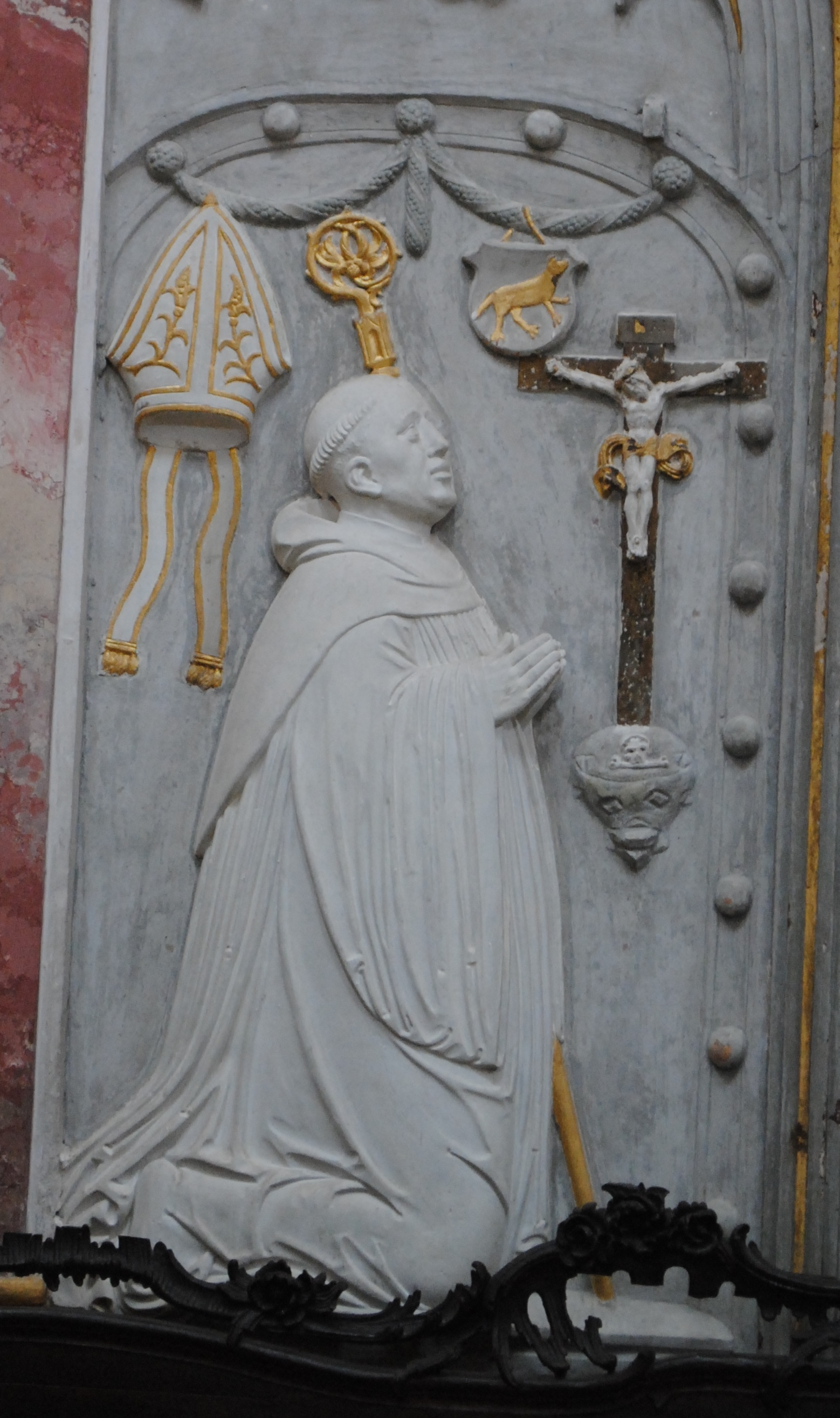
Das Epitaph des Johannes III. Wolf in der Klosterkirche

Johannes III. Wolf, genannt Lupi (* in Zeil am Main; † 25. September 1540 in Ebrach) war von 1531 bis 1540 Abt des Zisterzienserklosters in Ebrach.

## Leben
Johannes III. Wolf stammte aus der Stadt Zeil am Main in den Haßbergen, hier wurde er, wohl in der zweiten Hälfte des 15. oder zu Beginn des 16. Jahrhunderts, geboren. Über die Eltern des späteren Abtes schweigen die Quellen, auch die schulische Ausbildung des jungen Johannes findet keinerlei Erwähnung. Johannes Wolf studierte Philosophie und Theologie und galt unter seinen Mitbrüdern bald als guter Prediger. Nach der Absetzung des Johannes Leiterbach im Januar 1531 verfasste Wolf zunächst einen Protestbrief, der an Kaiser Karl V. geschickt wurde.
Dennoch blieb es bei der Absetzungsentscheidung. Am 10. Februar 1531 wählten die Mönche deshalb Johannes Wolf zu ihrem neuen Abt. Auch als Prälat verfasste Johannes III. philosophische Kommentare. So setzte er sich mit den Werken Ramon Llulls und den Sentenzen des Petrus Lombardus auseinander. Gleichzeitig vollendete er den Wiederaufbau nach dem Bauernkrieg. Heinrich Pantaleon erwähnt Wolf in seinem Werk über Deutschlands berühmteste Männer. Johannes III. Wolf starb am 25. September 1540.

## Wappen
Das persönliche Wappen des Abtes Johannes Wolf findet sich auf seinem Epitaph in der Klosterkirche. Beschreibung: Ein linksgewendeter, goldener Wolf. Es ist ein redendes Wappen und beschreibt den Nachnamen des Prälaten. Die Tingierung ist allerdings eine spätere Veränderung.